# Hope Ryden
Hope Elaine Ryden (Saint Paul, 1 de agosto de 1929-Hyannis, 18 de junio de 2017) fue una documentalista y activista de la vida silvestre estadounidense. Ella contribuyó a varias publicaciones, incluyendo National Geographic y The New York Times. Se especializó en fotografiar animales como castores y coyotes en América del Norte.

## Carrera
Hope Ryden nació en Saint Paul, Minesota, el 1 de agosto de 1929, hija de E. E. Ryden, un ministro luterano, y Agnes Johnson, organista y pianista. Estudió inglés en la Universidad de Iowa. Mientras estaba allí, apareció en la película educativa A Closed Book junto a Milburn Stone. Más tarde trabajó para Pan Am como asistente de vuelo, incluido el primer vuelo transatlántico con motor de reacción de la compañía en 1958; repitió el viaje en 1983 en el 25 aniversario del vuelo. Más tarde recordó: «Fueron los días previos al motor de reacción, por lo que las escalas en vuelos internacionales fueron largas. Tendría cuatro o cinco días a la vez en África y Asia. Mi objetivo era ver a los animales de esos continentes».
Ryden dejó Pan Am en 1961 y trabajó en fotografía independiente con el productor de documentales y cine de realidad Robert Drew, siendo la única mujer miembro de la organización. Produjo su primera película exitosa, Mission to Malaya en 1963, documentando los servicios del Cuerpo de Paz. Dos años más tarde, produjo una película sobre una pareja mestiza en Virginia, Richard y Mildred Loving, quienes se oponían a las leyes matrimoniales interraciales del estado. No se lanzó al público hasta 2011, cuando se incluyó en el documental ganador del premio Emmy The Loving Story.
Después de dejar Drew Associates, Ryden trabajó para la American Broadcasting Company. En 1965, fue enviada a Surinam para documentar el rescate de alrededor de 10 000 animales salvajes del río Surinam.
En 1968, visitó Lovell, Wyoming, documentando un rodeo de caballos salvajes por parte de la Oficina de Administración de Tierras en las montañas Pryor. Ryden más tarde escribió siete libros sobre caballos salvajes, comenzando con America's Last Wild Horses en 1970. Un amigo dijo que a Ryden se le «pidió que testificara en Washington tantas veces que [conocía] a los senadores por sus nombres». Su testimonio ayudó a aprobar la Ley de Burros y Caballos Salvajes y en Travesía Libre de 1971, y ella participó en su defensa cuando su constitucionalidad fue desafiada sin éxito.
En 1972, Ryden lanzó God's Dog: A Celebration of the North American Coyote, después de haber acampado en zonas remotas de Wyoming y Montana durante dos años para observar y fotografiar la especie «en un esfuerzo por descubrir la verdad detrás de la ignorancia y la desinformación que ha plagado a este animal tan difamado durante más de 200 años».
Junto con el naturalista John Miller, con quien más tarde se casó, estudió castores en el Parque Estatal Harriman, lo que llevó al libro Lily Pond: Four Years with a Family of Beavers (1989).
En su carrera, Ryden regresó a la producción de películas documentales, produciendo Cinéma Vérité: Defining the Moment (2000) y A President to Remember (2008), sobre John F. Kennedy.
Murió el 18 de junio de 2017, en Hyannis, Massachusetts, por complicaciones de una cirugía de cadera.

## Premios
Ryden ganó varios premios durante su carrera. Estos incluyen el Premio Animal Humanitario del Año del Instituto de Protección Animal, el Premio a la Excelencia Humana de la ASPCA y el Premio Joseph Wood Krutch de la Humane Society por hacer una «contribución significativa al mejoramiento de la vida y el medio ambiente en el planeta».